# Dawn Adès
Josephine Dawn Adès  (née Tylden-Pattenson; nacida el 6 de mayo de 1943), también conocida como Dawn Ades, es una historiadora de arte y académica británica. Es catedrática emérita de Historia y Teoría del Arte en la Universidad de Essex.

## Primeros años y educación
Ades nació el 6 de mayo de 1943, hija de A. E. Tylden-Pattenson. Estudió en St Hilda's College (Oxford), graduándose con un Bachelor of Arts (BA) en 1965. Luego estudió Historia del Arte en el Instituto de Arte Courtauld, obteniendo el título de Master en 1968.

## Carrera
Adès ha empleado la mayor parte de su carrera académica trabajando en la Universidad de Essex. Fue una profesora conferenciante  de 1971 a 1985, una profesora senior de 1985 a 1988, y una reader de 1988 a 1989. Fue nombrada catedrática de Historia y Teoría del Arte en 1989, y sirvió como jefa del Departamento de Historia y Teoría de Arte entre 1989 y 1992. Desde entonces fue nombrada catedrática emérita. En el año académico 2009/2010 fue la catedrática Slade de Bellas Artes de la Universidad de Oxford: la serie de conferencias  que realizó se llamaba "Surrealismo y avant-garde en Europa y las Américas".
Adès fue fideicomisaria de la Galería Tate de 1995 a 2005, de la National Gallery de 1998 a 2005, y de la Fundación Henry Moore de 2003 a 2013. Fue miembro  del consejo de la Academia Británica de 1999  a 2002. Desde 2008, tiene el título honorario de catedrática de Historia del Arte de la Real Academia de Artes.

## Vida personal
En 1966, Dawn Tylden-Pattenson se casó con el  poeta y traductor británico Timothy Adès. Juntos  tuvieron tres hijos, uno de los cuales es el compositor, pianista y director Thomas Adès.

## Honores
En 1996, Adès fue elegida como Miembro de la Academia Británica (Fellow of the British Academy, FBA), la academia nacional del Reino Unido para las humanidades y las ciencias sociales. En los festejos del cumpleaños de la Reina de 2002, fue nombrada una Oficial  de la Orden del Imperio británico (OBE) "por sus servicios a la historia de arte". En los festejos de Año Nuevo de 2013, fue ascendida a Comandante de la Orden del Imperio Británico (CBE) "por servicios a la educación superior y la historia del arte".

## Obra seleccionada
- Dada and surrealism reviewed. London: Arts Council of Great Britain. 1978. ISBN 978-0728701496.
- The 20th-century poster: design of the avant-garde. New York: Abbeville Press. 1984. ISBN 978-0896594333.
- Photomontage. London: Thames and Hudson. 1986. ISBN 978-0500202081.
- Art in Latin America: the modern era, 1820-1980. New Haven: Yale University Press. 1989. ISBN 978-0300045611. (con Guy Brett)
- Siron Franco - Figures and Likenesses: Paintings 1968-1995. Río de Janeiro: Editora Index. 1995. ISBN 978-8570830463.
- Dalí's Optical Illusions. New Haven: Yale University Press. 2000. ISBN 978-0300081770.
- Dalí: The centenary retrospective. London: Thames & Hudson. 2004. ISBN 978-0500093245.
- Undercover surrealism: Georges Bataille and Documents. London: MIT Press. 2006. ISBN 978-0262012300. (coeditor Simon Baker)
- The colour of my dreams: the Surrealist revolution in art. Vancouver: Vancouver Art Gallery. 2011. ISBN 978-1895442878.